# Joppa geminata
Joppa geminata là một loài tò vò trong họ Ichneumonidae.